# Kabinett Tuomioja

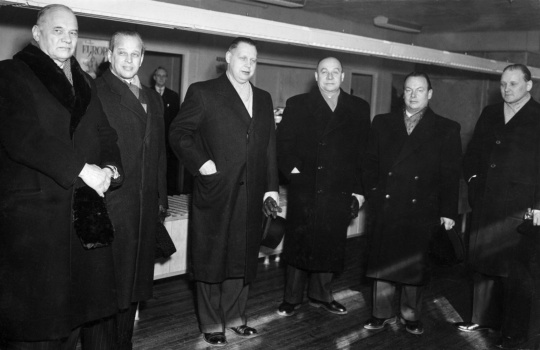
Die Kabinettsmitglieder Jutila, Junnila, Tuomioja, Junttila, Aura und Hetemäki (v.l.)

Das Kabinett Tuomioja war das 37. Regierungskabinett in der Geschichte Finnlands. Es amtierte vom 17. November 1953 bis zum 5. Mai 1954 (170 Tage).
Das Kabinett Tuomioja folgte dem Kabinett Kekkonen IV von Urho Kekkonen, der zuletzt eine mehrheitsunfähige Regierung aus Landbund und Schwedischer Volkspartei führte. Kekkonen hatte bereits im Juni 1953 bei Staatspräsident Juho Kusti Paasikivi seinen Rücktritt eingereicht. Nachdem er nochmal ab Juli die Minderheitsregierung mit der Schwedischen Volkspartei geführt hatte, setzte Paasikivi im November Tuomioja als Übergangsministerpräsidenten an, bis im März die Neuwahlen stattfinden würden.
Neben Tuomioja vom Freisinnigen-Bund – eine Partei, die im Parlament nicht vertreten war – und Parteilosen gehörten dem Kabinett auch Mitglieder der konservativen Sammlungspartei, der Schwedischen Volkspartei und der Volkspartei Finnlands an.

## Minister
| Amt                                             | Name                                                                                                  | Partei                                          |
| ----------------------------------------------- | --- | ----------------------------------------------- |
| Ministerpräsident                               | Sakari Tuomioja                                                                                       | Freisinnigen-Bund                               |
| Außenminister                                   | Ralf Törngren                                                                                         | Schwedische Volkspartei                         |
| Stellvertr. Außenminister                       | Teuvo Aura                                                                                            | parteilos                                       |
| Justizminister                                  | Reino Kuuskoski                                                                                       | parteilos                                       |
| Innenminister                                   | Heikki Kannisto                                                                                       | Volkspartei Finnlands                           |
| Verteidigungsminister                           | Päiviö Hetemäki                                                                                       | Nationale Sammlungspartei                       |
| Finanzminister                                  | Tuure Junnila                                                                                         | Nationale Sammlungspartei                       |
| Stellvertr. Finanzminister                      | Esa Kaitila                                                                                           | Volkspartei Finnlands                           |
| Bildungsminister                                | Arvo Salminen                                                                                         | Nationale Sammlungspartei                       |
| Landwirtschaftsminister                         | Kalle Jutila                                                                                          | parteilos                                       |
| Stellvertr. Landwirtschaftsminister             | 17. November 1953 – 4. Dezember 1953 Henrik Kullberg 18. Dezember 1953 – 5. Mai 1954 Nils Westermarck | Schwedische Volkspartei                         |
| Verkehrs- und Infrastrukturminister             | Erik Serlachius                                                                                       | parteilos                                       |
| Stellvertr. Verkehrs- und Infrastrukturminister | Aulis Junttila                                                                                        | parteilos                                       |
| Handels- und Industrieminister                  | Teuvo Aura                                                                                            | parteilos                                       |
| Stellvertr. Handels- und Industrieminister      | Toivo Wiherheimo                                                                                      | Nationale Sammlungspartei                       |
| Sozialminister                                  | Esa Kaitila                                                                                           | Volkspartei Finnlands                           |
| Stellvertr. Sozialminister                      | Päiviö Hetemäki Irma Karvikko                                                                         | Nationale Sammlungspartei Volkspartei Finnlands |